# 中村姉妹
中村姉妹（なかむらしまい、Les soeurs NAKAMURA、レスールナカムラ）は、姉・中村悠子と妹・中村紗也子で結成された、4手連弾姉妹デュオピアニスト。共に東京都渋谷区出身。

## 概要
悠子（姉）
- 1997年、渡仏
- 仏内の複数の音楽院のピアノクラス、室内楽クラスを満場一致の首席で卒業
- 2001年、クロード・カーン・ナショナルピアノコンクールで1位

紗也子（妹）
- 教育連盟ピアノオーディション、PTNAピアノコンペティション、ラジオフランスピアノコンクール等で受賞
- 1996年、渡仏
- 姉と同様、仏内の複数の音楽院のピアノクラス、室内楽クラスを審査員称賛付き満場一致の首席で卒業
- チュートリアル徳井義実率いる「鴬谷フィルハーモニー」のピアノを担当

姉妹
- 2004年、お互いのソロ活動を経て、連弾デュオを結成。
- 愛知万博でのコンサートは全公演、超満員で人気を博した。
- CARVENオートクチュール東京コレクションのファッションショーでモデルを務めた。
- ピアノ連弾でのコンサート、イベント、パーティーはもちろんのこと、トークショーやファッション、美容雑誌掲載などでも人気を集め、ファンの層は老若男女幅広い。
- 2009年、連弾デュオ「中村姉妹」結成5周年を迎えた。
- テレビ東京「ド短期ツメコミ教育!豪腕!コーチング!!」で安田大サーカスのクロちゃんに熱心な指導をし勝利に導く。
- フジテレビ「ゴールドハウス」にてチュートリアル (お笑いコンビ)の徳井義実の美人ピアノ講師希望という要望から、中村姉妹が抜擢され、ピアノを指導した。
- 日本テレビ「ぐるぐるナインティナイン」にて矢部浩之、千鳥ノブ、中尾明慶に、アンパンマンのマーチの3台ピアノを指導した。
- 他、様々な著名人、有名人にピアノレッスンをしている。

## CDアルバム
「RESPIRER（レスピレ） 〜音の息吹〜」をユニバーサルミュージックより販売。

### 収録曲
1. ピアノ・レッスン（マイケル・ナイマン）
2. ゴリウォーグのケークウォーク（クロード・ドビュッシー）
3. 宿命〜ドラマ「砂の器」より〜（千住明）
4. ニュー・シネマ・パラダイス（エンニオ・モリコーネ）
5. ジュピター〜「惑星」より（グスターヴ・ホルスト）
6. アメリカ〜「ウエストサイド・ストーリー」より（レナード・バーンスタイン）
7. オペラ座の怪人（アンドリュー・ロイド・ウェバー）
8. チャールダッシュ（ヴィットーリオ・モンティ）
9. 戦場のメリークリスマス（坂本龍一）
10. ハンガリー狂詩曲第2番（フランツ・リスト）
11. リベルタンゴ（アストル・ピアソラ）

## DVD
ピアノ教則DVD「美人中村姉妹のシークレットピアノレッスン」を発売。
アメイジング・グレイス・戦場のメリークリスマスを選曲。

## テレビ出演
- 毎日放送「世界バリバリ★バリュー」
- テレビ東京「主婦への新・生活提案-素敵にカリスマダム」
- 朝日放送「ビーバップ!ハイヒール」
- 東海テレビ「スーパーニュース」
- テレビ東京「ド短期ツメコミ教育!豪腕!コーチング!!初回SP」
- テレビ東京「ド短期ツメコミ教育 豪腕!コーチング!!再教育SP」
- テレビ東京「ド短期ツメコミ教育 豪腕!コーチング!!再教育SP2」
- フジテレビ「ゴールドハウス」
- 日本テレビ「ぐるぐるナインティナイン 2時間スペシャル」

他

## CM
- 「スノーヴァ プレミアムプラセンタ 」
- 「西部ピアノ」

## 雑誌掲載
- 25ANS
- 婦人画報
- MAQIA
- Harper's BAZZAR
- ピアノスタイル
- ショパン
- 月刊ピアノ
- 月刊エンジャル
- 月刊ぶらあぼ

他